# IC 3147
IC 3147 ist ein interagierendes Galaxienpaar im Sternbild Jungfrau auf der Ekliptik. Es ist schätzungsweise 347 Millionen Lichtjahre von der Milchstraße entfernt.
Das Objekt wurde am 12. September 1900 von Friedrich Karl Arnold Schwassmann entdeckt.